# Djamili-Dini Aboudou Moindze
Djamili-Dini Aboudou Moindze (Grande-Synthe, 16 de fevereiro de 1996) é um pugilista francês.

## Carreira
Depois de dois títulos nacionais juniores em 2013 e 2014, Djamili-Dini Aboudou sagrou-se campeão francês na categoria superpesado em 2016 e 2017. Ele é medalhista de bronze no Campeonato Europeu de 2017 na categoria superpesado e nos Jogos do Mediterrâneo de 2018. Sagrou-se novamente campeão francês em 2018 e depois em 2019 na categoria dos superpesados. Ele é medalhista de bronze nos Jogos do Mediterrâneo de 2022.
Nos Jogos Olímpicos de Verão de 2024, em Paris, conquistou a medalha de bronze na disputa de peso superpesado.